# Катастрофа в шахте № 7
«Катастрофа в шахте № 7» — американский кинофильм, снятый для телевидения.

## Сюжет
Сюжет фильма основан на реальных событиях — взрыв МБР Titan II в Арканзасе, катастрофа, которая произошла 19 сентября 1980 года в пусковой шахте, расположенной неподалёку от американской авиабазы Литтл-Рок в Арканзасе. Во время регламентных работ в ракетной шахте один из техников роняет гаечный ключ, который пробивает топливный бак ракеты-носителя «Титан II», стоящей на боевом дежурстве с присоединённой термоядерной боеголовкой W53. В шахту отправляется специальная группа и регистрирует наличие взрывоопасных компонентов. Понимая, что взрыв неизбежен, военное руководство отдаёт приказ о срочной эвакуации разведгруппы, персонала базы и близлежащих городков…